# Tata TL
Tata TL – samochód osobowy typu pick-up koncernu Tata Motors oferowany w latach 1988–2007. Początkowo oferowano wyłącznie w Indiach pod nazwą Tatamobile. Później rozpoczęto jego eksport do Europy, tam był oferowany wyłącznie we Włoszech i w Hiszpanii. W 2006 roku na Bologna Auto Show zaprezentowano jego następcę - Tatę Xenona. Jego produkcja rozpoczęła się w 2007 roku. W tym samym roku z taśm fabryki w indyjskim Pune zjechał ostatni Tata TL. Model nie był oferowany w Polsce.